# Reinhard Heydrich
Reinhard Tristan Eugen Heydrich  (Halle, 7. ožujka 1904. – Prag, 4. lipnja 1942.) bio je visokopozicionirani nacistički časnik tijekom Trećeg Reicha. Bio je SS-Obergruppenführer (general) i General der Polizei (General policije), predsjednik RSHA-a (uključujući SD, Gestapo i Kripo) i Stellvertretender Reichsprotektor (protektor) Češke i Moravske. Predsjedavao je Konferencijom u Wannseeu 1942. godine na kojoj je donesena odluka o  "konačnom rješenju židovskog pitanja". Dana 27. svibnja 1942. vozeći se Pragom, smrtno su ga ranila dva člana ÚVOD-a (automatska puška Jozefa Gabčíka je zatajila, bomba Jana Kubiša je ranila Heydricha). Iako je Heinrich Himmler poslao najbolje liječnike, Heydrich je pao u komu i umro 4. lipnja 1942. u dobi od samo 38 godina.

## Rani život
Reinhard Heydrich je rođen 7. ožujka 1904. godine u Halleu na Saali kao sin skladatelja Richarda Heydricha i njegove supruge Elisabethe Anne Marie Amalije Kranz, kćeri Hofrata Kranza, osnivača Konzervatorija u Dresdenu. Reinhardova prva dva imena patriotske su reference na glazbena djela: Reinhard je ime lika iz očeve mu opere Amen, dok je Tristan lik iz slavne Wagnerove opere Tristan i Izolda. Treće ime, Eugen, vjerojatno je dobio prema Eugenu Savojskom, slavnom vojskovođi. Rođen je u dobrostojećoj katoličkoj obitelji. Glazba je bila svakodnevna pojava tijekom Reinhardova djetinjstva zbog činjenice da mu je otac bio operni pjevač i skladatelj, te osnivač Konzervatorija u Halleu. Njegov najdraži instrument bila je violina koju je svirao s velikim talentom, a tu je ljubav zadržao do svoje smrti.
Heydrichov je otac bio njemački nacionalist te je te ideje prenio i na svoje troje djece. U skladu s tim, disciplina i strogoća su bili na visokoj razini što je za posljedicu imalu češto kažnjavanje djece kad je bilo potrebe za tim. Mladi je Reinhard s bratom Heinzom, tijekom djetinjstva, često imao dvoboje u mačevanju, zbog čega je i u kasnijoj dobi imao dobra znanja iz tog sporta. Heydrich je pohađao Reform-Realgymnasium i pokazivao je iznimnu inteligenciju i spretnost prilikom rješavanja školskih obveza. Ujedno je bio i dobar sportaš te se, osim u spomenutom mačevanju, isticao i u plivanju. No, unatoč svemu tome, bio je vrlo samozatajan i česta meta zlostavljanja zbog svog visokog glasa (kojeg je zadržao i u odrasloj dobi) i svoje katoličke vjere (tamošnja je zajednica bila većinski protestantska). Postojale su i neke teorije o njegovom mogućem židovskom porijeklu, što su njegovi oponenti kasnije iskoristili protiv njega kako bi mu ukaljali ugled i stekli veću kontrolu nad njim, no kasniji izvještaju opovrgli su ovu tezu.
Kada je 28. srpnja 1914. izbio Prvi svjetski rat, tada desetogodišnji Heydrich bio je premlad kako bi bio regrutiran u vojsku. Pridružio se Maerckerovim volonterima (prvoj jedinici Freikorpsa osnovanoj za Ministra obrane Gustava Noskea), desničarskoj paravojnoj organizaciji koja se snažno protivila komunistima. Pridružio se i organizaciji Deutschvölkischer Schutz und Trutzbund (Nacionalna njemačka liga za zaštitu i sigurnost), koja je po svojoj ideologiji bila ansemitska. Dana 11. studenog 1918., rat je završio, a Njemačko Carstvo je poraženo. Zbog uvjeta Versajskog sporazuma, Njemačku je zahvatila inflacija zbog koje su mnoge obitelji, uključujući i Heydrichove, izgubile svoje ušteđevine.
Godine 1922., pridružio se mornarici, koristeći privilegiju besplatnog obrazovanja i osigurane mirovine koja mu je ponuđena. Postao je kadet u glavnoj bazi u Kielu. Kada se među njegovim kolegama počela širiti glasina o Heydrichovom židovskom porijeklu, postao je iznimno nepopularan. Godine 1926. postao je poručnik (Leutnant zur See) i dobio posao kao signalizacijski časnik na brodu SMS Schleswig-Holstein. Postavši tako nadređeni svim onim časnicima koji su ga prije zlostavljali, dobio je priliku za osvetu, zbog čega ih je prisiljavao na mukotrpan rad i tretirao kao robove.
Heydrich je također stekao reputaciju ozloglašenog ženskara, o čemu su svjedočile brojne afere koje je imao. Jedne večeri tijekom 1930. godine, prisustvovao je balu veslačkog kluba i upoznao mladu ženu po imenu Lina von Osten. Njih su dvoje stupili u vezu i ubrzo objavili zaruke. Jedna od njegovih bivših ljubavnica, kći direktora brodogradilišta, bila je toliko bijesna što će se Heydrich oženiti drugom da se požalila svome ocu, koji je bio prijatelj admirala Ericha Raedera, tada Šefa Pomorskih operacija. Ubrzo je došlo do službene prijave protiv Heydricha zbog blaćenja časti mlade žene. Optužen je za "ponašanje neprilično za časnika i gospodina" što je rezultiralo i službenom istragom. Heydrich je pozvan pred sud časti gdje je branio svoju nevinost, tvrdeći da dotična žena laže. Iako je oslobođen, časnici su zahtijevali kaznu zbog nedoličnog ponašanja. U travnju 1931., Raeder je osudio Heydricha na "otpust zbog bludničenja". Otpušten je iste godine. Iako dotučen, ostao je zaručen za Linu von Osten, ali bez ikakve nade za napredak u karijeri.

## NSDAP i SS
Godine 1931., Himmler je započeo s uspostavom kontraobavještajne službe unutar SS-a. Djelujući prema savjetu Karla von Ebersteina, prijatelja Line von Osten, Himmler je pozvao Heydricha na razgovor. Danas se uglavnom smatra kako je Himmler instantno bio impresioniran Heydrichom te mu je ponuđeni posao dao odmah. Heydrichova početna plaća bila je 180 reichsmaraka. Heydrich je tako uspješno inkorporiran u hijerarhiju nacističke stranke, a zbog svojih će budućih zasluga od Himmlera dobiti i Totenkopfring.
Kako bi započeo raditi, Heydrich je prvo otvorio ured u Smeđoj kući, središtu NSDAP-a u Münchenu, i krenuo sa svojim prvim zadatkom - stvaranjem renomirane i pouzdane kontraobavještajne službe.
U ovom je razdoblju još uvijek bio poprilično beznačajan u hijerarhiji stranke, zbog čega je sam sastavio tim špijuna i obavještajaca koje je poslao da mu nabave informacije koje bi mogao iskoristiti za ucjenu, kako stranačkih protivnika tako i nekih visokopozicioniranih službenika stranke. 
U prosincu 1931., Heydrich i Lina von Osten su se vjenčali. Iste godine postao je i bojnik u SS-u. Ovi su uspjesi i usponi Heydricha, tada još momka od 27 godina, učinili jednim od najopasnijih ljudi unutar stranke. Također, sudbina protivnika stranke bila je, zbog njegovog pažljivo održavanog kartičnog indeksa, samo u njegovim rukama.
No, 1932. godine, Heydrich je dobio što je tražio i to od samog Hitlera. Nekoliko je Heydrichovih neprijatelja otkrilo podatak o njegovom mogućem židovskom porijeklu i počelo ih širiti uokolo. Unutar stranke, ovakva je glasina mogla biti opasna po život, čak i za šefa kontraobavještajne službe. Ubrzo je započeta istraga o Heydrichovom porijeklu pod vodstvom Dr. Achima Gerckea, glavnog rasnog eksperta nacističke stranke. Po završetku istrage, dr. Gercke je zaključio da je Heydrich "... čistog njemačkog porijekla bez ikakvih obojenih i židovskih korijena." No, Himmlera je smetala i sama pomisao da bi osoba "mutnog" porijekla mogla voditi njegovu kontraobavještajnu službu. Godine 1942., Himmler je Felixu Kerstenu, svom osobnom maseru, rekao kako je prije 10 godina pričao s Hitlerom o toj stvari, u vremenu kada je još bio šef bavarske političke policije. Hitler je tada porazgovarao s Heydrichom i zaključio da se radi o "iznimno darovitom, ali i opasnom čovjeku, čije je talente pokret morao ugušiti". Himmler je Kerstenu rekao da je Hitler dodao kako je Heydrichovo "nearijevsko porijeklo bilo iznimno korisno; jer bi im bio toliko zahvalan što ga nisu izbacili da bi im bio bezuvjetno odan". Himmler je dodao i kako je Hitlerovo predviđanje bilo točno - Heydrich im je doista bio bezuvjetno odan. No, Kerstenov iskaz vezan uz ovaj događaj osporio je povjesničar Max Williams koji je naglasio kako se cijeli iskaz iz Kerstenove autobiografije ne smije uzimati kao apsolutno istinit.

### Gestapo i SD
Do srpnja 1932., Heydrichova je protuobavještajna služba postala moćan aparat straha i terora. Dok je Hitler zazivao apsolutnu kontrolu nad državom, Himmler i Heydrich su željeli potpunu kontrolu policijskih snaga u svih 17 saveznih država, a odlučili su početi s Bavarskom. Godine 1933., Heydrich je skupio nekolicinu ljudi iz SD-a i zajedno s njima uletio u sjedište minhenske policije, preuzevši kontrolu pomoću taktike zastrašivanja. Himmler je uskoro postao šef bavarske političke policije, a Heydrich je postavljen za njegovog zamjenika. Duo je tada iz Bavarske krenuo na osvajanje preostalih 16 država. Nakon što su bez većih proplema stekli kontrolu i njih 15, ostao je jedino Hermann Göring i njegova nedodirljiva Prusija, koje je čak i tada imala poseban status.
Göring je bio neosporivi vođa svih policijskih snaga u Prusiji, a Himmlera i Heydricha nije nimalo simpatizirao. Göringova ideja bila je od pruske policije napraviti neovisnu policijsku snagu, odvojenu od ostalih, koja ne bi morala podlijegati standardnim zakonima, već bi ih stvarala sama. Svoju je organizaciju nazvao Geheime Staatspolizei (Tajna državna policija). Organizacija je ubrzo postala poznatija po skraćenici, Gestapo, koju je skovao poštanski službenik kako bi naziv organizacije mogao uklopiti na poštansku marku. Göring je želio premjestiti Gestapovce iz policijskog središta i dati im vlastiti zapovjedni centar.
Iako je 30. siječnja 1933. Adolf Hitler potao Reichskanzler, još uvijek nije imao diktatorske ovlasti koje je želio. Kako bi to postigao, nagovorio je predsjednika Paula von Hindenburga da potpiše niz dekreta kojima je oslabljen politički utjecaj opozicijskih stranaka kao što su bili komunisti ili socijalisti. Uz pomoć ovih je dekreta policija dobila pravo na pretrese, konfiskaciju imovine i pritvaranje (i zatvaranje) bez prava saslušanja i suđenja. Heydrich je konzultirao svoj popis i SS-ovcima i smeđokošuljašima unutar SA-a predao imena "prijestupnika" koje je trebalo pozatvarati. Kako su Heydrichove kartice bile u tisućama, zatvori su ubrzo prešli granice popunjenosti, što je dovelo do uspostave prvih koncentracijskih logora.

### Razbijanje SA-a
Dana 20. travnja 1934., Göring i Himmler su odlučili uspostaviti normalan odnos, ponajviše zbog zajedničke mržnje prema Sturmabteilungu. Göring je sve ovlasti u Gestapu prebacio na Himmlera, koji je postao i šef svih policijskih snaga izvan Prusije. Himmler je potom, već 22. travnja 1934., imenovao Heydricha šefom Gestapa. Kada su se konačno domogli kontrole, njih su dvojica planirali kako će s Gestapom, uz pomoć SS-a, uništiti SA.
Heydrich je svojim ljudima ubrzo naredio da pronađu lažne "dokaze" kako Ernst Röhm, šef SA, planira svrgnuti Hitlera s vlasti. Himmler je, u međuvremenu, vršio pritisak na Hitlera da eliminira Röhma i ostatak vodstva SA-a. Popustivši, Hitler je Heydrichu, Himmleru, Göringu i Lutzeu dao za zadatak sastavljanje "liste za odsrtel" koja je započinjala sa sedam ključnih SA-ovaca, a završavala s mnogo drugih članova te organizacije. Dana 30. lipnja 1934., SS i Gestapo su počeli s masovnim uhićenjima koja su trajala cijeli taj vikend. Röhm je, bez suđenja, strijeljan kao i ostatak vrha SA-a. Ova nacistička čistka postat će poznata kao Noć dugih noževa.
Po uništenju SA-a, Heydrich je započeo s pretvaranjem Gestapa u instrument straha. Prva reforma bilo je poboljšanje kategorizacije kriminalaca, koji su sada svrstavani u više različitih kategorija, zbog čega su se kartice diferencirale na temelju boje. Gestapo je imao pravo uhititi nekoga čak i ako je samo postojala sumnja da bi taj isti mogao počiniti zločin, a definiciju zločina stvarali su sami gestapovci; sam je Hitler o agenciji rekao da su "sve mjere, čak i ako nisu u skladu s važećim zakonima i procedurama, dozvoljene ako idu u korist Führeru". Ljudi su po cijeloj Njemačkoj počeli nestajati bez traga, da bi nakon dužeg vremena njihove obitelji zaprimile urne s njihovim pepelom. Pod Himmlerom i Heydrichom, Reich je postao policijska država. Kao dodatak tomu, Himmler je razmišljao o ideji stvaranja "germanske religije" te je, shodno s time, od svih članova SS-a zahtijevao napuštanje crkve. Heydrich je to učinio na proljeće 1936. godine, dok je njegova supruga Lina to napravila godinu ranije. Heydrich nije samo osjećao kako više ne može biti član, već se pobojao kako bi politička moć (i utjecaj) crkvenih organizacija mogla biti opasna po državu.

### Stvaranje policije
Dana 17. lipnja 1936. dolazi do ujedinjenja svih policijskih snaga u Njemačkoj pod upravom Heinricha Himmlera. Himmler je 26. lipnja reorganizirao policiju u dvije skupine:
1. Ordnungspolizei (ORPO) koja se sastojala od nacionalne uniformirane policije i lokalne policije.
2. Sicherheitspolizei (SiPo) koja se sastojala od Gestapa i Kriminalpolizeia (KRIPO).

U tom je trenutku Reinhard Heydrich bio šef SiPo-a, Gestapa, KRIP-a i SD-a, dok je Heinrich Müller bio šef operacija Gestapa. Heydrichov prvi zadatak bilo je sprečavanje bilo kakvih izgreda prije i tijekom Olimpijskih igara u Berlinu 1936. godine, zadatak koji je obavio hladno, sistematično i nemilosrdno, što mu je i donijelo Deutsches Olympiaehrenzeichen prve klase. 
Tijekom rujna 1939., SD i SiPo su ujedinjeni u jednu organizaciju, Reichssicherheitshauptamt (RSHA), čiji je šef postao Heydrich. U to je vrijeme, titula Chef der Sicherheitspolizei und des SD (Šef SiPo-a i SD-a) konferirana upravo Heydrichu. Dana 24. kolovoza 1940., Heydrich je postao i predsjednik Interpola, nakon čega je središte te organizacije prebačeno u Berlin, dok je 24. rujna 1941. postao SS-Obergruppenführer und General der Polizei (SS-Obergruppenführer i general policije). Heydrich je tako u samo dvije godine uspio postati jedna od najmoćnijih osoba u zemlji i osoba koja je sve sigurnosne snage Reicha držala pod svojom kontrolom (izuzev SS-a kojim je upravljao Himmler).

### Čistke u Crvenoj armiji
Godine 1936., SD dobiva informaciju da visokorangirani sovjetski časnik planira svrgnuti Josifa Staljina s vlasti. Osjetivši priliku za zadavanje udarca kako sovjetskoj vojsci tako i admiralu Canarisu, Heydrich je odlučio da se ruski časnici trebaju "razotkriti". Prvo je razgovarao s Himmlerom da bi na koncu obojica ideju iznijeli Hitleru. No, ono što Heydrich nije znao jest da je tu informaciju lansirao sam Staljin kako bi svoje čistke vojnog vrha učinio koliko-toliko legitimnim. Staljin je naredio generalu Nikolaju Skoblinu, najboljem agentu NKVD-a, da Heydrichu preda lažne dokumente koji svjedoče o zavjeri maršala Mihaila Tuhačevskog i drugih sovjetskih generala s ciljem svrgavanja Staljina. Heydrich je ubrzo dobio Hitlerovo dupuštenje da instantno djeluje i regira shodno s informacijama koje je dobio. SD je, tada, izradio niz falsificiranih dokumenata koji izravno upliću maršala Tuhačevskog i njegove saveznike u navedenu zavjeru. Ti su dokumenti kasnije predani NKVD-u. Ubrzo je, po Staljinovoj direktivi, uslijedila Velika čistka u Crvenoj armiji. Dok je Heydrich zadovoljno mislio kako je lažno uvjerio Staljina da ubije 35.000 svojih časnika, njegova je stvarna zasluga ostala na razini spekulacije i pretpostavki. Zanimljivo je kako sovjetski tužitelji uopće nisu koristili Heydrichove lažne dokumente prilikom suđenja, već su se oslanjali na lažna svjedočenja dobivena iznudom i fizičkim prebijanjem svjedoka. No, čistka je ipak uvelike oslabila bojne sposobnosti Crvene armije na neko vrijeme.

### Nacht und Nebel
Do kraja 1940., Hitlerove su vojske pokorile većinu Zapadne Europe. No, na Hitlerovo očajanje, antinacistički pokreti otpora dobro su stajali, posebice u Norveškoj, Francuskoj, Nizozemskoj i Belgiji. Godine 1941., SD je dobio naredbu provođenja dekreta Nacht und Nebel, čiji je cilj bilo gušenje svakog pokreta otpora. Prema tom dekretu, sumnjivci su morali biti uhićeni što je diskternije moguće, "pod okriljem noći i magle". Ljudi su iznenada nestajali bez traga, a o njihovoj lokaciji i sudbini nije znao više nitko. Za svakog uhićenog, SD je morao popuniti upitnik s podatcima o uhićenikovom porijeklu, osobnim podatcima i popisom zločina koje je počinio protiv Reicha. Upitnik se tada stavio u kovertu, zatvorio i pečatirao s natpisom "Nacht und Nebel" te bi u tom obliku bio dostavljen RSHA-u. Ovaj je dekret ostao na snazi i nakon Heydrichove smrti. Iako točan broj nestalih pod okriljem ovog dekreta nikada nije objavljen, pretpostavlja se da je u okupiranim zemljama nestalo oko 7.000 ljudi koji su osimnjučeni da su bili članovi pokreta otpora.

### Protektor Češke i Moravske
Dana 27. rujna 1941., Heydrich je postao Stellvertretender Reichsprotektor Protektorara Češke i Moravske (dijela Čehoslovačke pripojenog Reichu 15. ožujka 1939.) i tako preuzeo svu kontrolu nad tim područjem, jer je Hitler smatrao kako njegov prethodnik, Konstantin von Neurath, nije bio dovoljno strog prilikom svog mandata. Ipak, Von Neurath je de iure ostao protektor sve do 24. kolovoza 1943. Heydrich se ubrzo uputio u Prag kako bi povećao produkcijske kvote.
Kao vlastodržac u Češkoj i Moravskoj, Heydrich je primjenjivao metodu "biča i zobi" kako bi povećao proizvodnju. Suzbijeno je crno tržište, povćane su porcije hrane i prihodi, a po prvi puta je uvedeno osiguranje na radu. Oni koji su bili povezani s pokretom otpora ili crnim tržištem bili bi mučeni ili ubijani. Pod Heydrichom, uvjeti i prilike u Pragu i Češkoj bili su relativno mirni, a industrijska proizvodnja u usponu. Upravo zbog uspjeha u Pragu, Hitler je želio Heydricha postaviti za guvernera Pariza.
No ipak, Heydrich je po dolasku na poziciju de facto postao vojni diktator Češke i Moravske, a kabinet kolaboratorskog predsjednika Emila Háche ostao je gotovo bez ikakvih ovlasti. Kao znak samopouzdanja, vjere u okupatorske snage i efikasnost svoje vlade, Heydrich se često vozio gradskim ulicama u nearmiranim, otvorenim automobilima, što je bila pogreška koja će ga stajati života.

## Atentat u Pragu
| Jozef Gabčík i Jan Kubiš, češki agenti koje su britanske tajne službe istrenirale za izvršenje atentata na Heydricha. Ne želeći dospjeti u ruke Nijemaca, počinili su samoubojstvo 18. lipnja 1942., kada su njemačke trupe okružile crkvu u kojoj su se nalazili. |  | Jozef Gabčík i Jan Kubiš, češki agenti koje su britanske tajne službe istrenirale za izvršenje atentata na Heydricha. Ne želeći dospjeti u ruke Nijemaca, počinili su samoubojstvo 18. lipnja 1942., kada su njemačke trupe okružile crkvu u kojoj su se nalazili. |
| Jozef Gabčík i Jan Kubiš, češki agenti koje su britanske tajne službe istrenirale za izvršenje atentata na Heydricha. Ne želeći dospjeti u ruke Nijemaca, počinili su samoubojstvo 18. lipnja 1942., kada su njemačke trupe okružile crkvu u kojoj su se nalazili. |  | |

Čehoslovačka vlada u egzilu (Prozatímní státní zřízení) smišljala je u Londonu plan kako izvršiti atentat na Heydricha. Dvojica agenata, posebno treniranih od strane britanskih tajnih službi, Jan Kubiš i Jozef Gabčík, odabrani su za izvršenje tog atentata. Nakon odrađenih priprema prebačeni su u domovinu 28. prosinca 1941. godine zrakoplovom RAF-ove 138. eskadrile.

Dana 27. svibnja 1942. Heydrich je napadnut dok se u otvorenom automobilu vozio praškim predgrađem Libeň prema praškom dvorcu. Na tom putu Heydrich je morao proči križanje pruge Dresden - Prag s cestom koja vodi do Mosta Troja. To je križanje bilo idealno mjesto za napad zbog usporavanja vožnje prilikom prelaska križanja i skretanja.  
 Dok je automobil smanjenom brzinom prolazio zavoj, Gabčík je naciljao svojim Stenovim automatom, no oružje je zablokiralo i nije ispalilo ni metka. U tom je trenutku Heydrich naredio svom vozaču da stane, umjesto da mu je naredio da prođe zavoj što većom brzinom, kako bi uhvatio napadače. Kubiš je u tom istom trenutku brzopotezno bacio bombu na stražnji dio automobila. Eksplozija je ozlijedila Heydricha, ali i samog Kubiša.
Govori se kako je Heydrich, kada se raščistio dim, krenuo iz uništenog automobila za Kubišem s oružjem u ruci i pokušao uzvratiti vatru. Barem jedan od izvještaja tvrdi kako njegov pištolj nije bio napunjen. Pretrčao je polovicu ulice kada je stao zbog posljedica šoka i poslao svog vozača, Kleina, za Gabčíkom. U međusobnom lovu, Gabčík je uspio propucati Kleina u nogu i pobjeći. Tada se činilo kako Heydrich nije ozbiljno ozlijeđen. 
Druga pak verzija sugerira kako je Heydricu u pomoć priskočila Čehinja koja je zaustavila kamion koji je prevozio sredstvo za pranje podova. Heydrich je isprva položen na stražnje sjedalo, no kada se počeo žaliti na bol, položen je u stražnji dio kamiona u ležećem položaju na prsima i tako prevezen u bolnicu Bulovka. Pretrpio je snažne ozljede na lijevoj strani tijela, zadobivši puknuće dijafragme, slezene i pluća te slomljeno rebro. Liječnici su odmah operirali te se, unatoč blagoj temperaturi, činilo kako oporavak ide bez problema. Himmler je nakon atentata doputovao u Prag, no tijekom jednog susreta održanog 2. lipnja, Heydrich se pomirio sa svojom sudbinom, citirajući dio jedne od očevih opera:
Nakon Himmlerovog posjeta, Heydrich je pao u komu i više se nije probudio. Preminuo je u 4:30 sati ujutro, 4. lipnja 1942., u 38. godini života. Autopsija je potvrdila kako je umro od sepse. Posebno je zanimljiva Heydrichova posmrtna facijalna ekspresija (njegova "maska smrti"), koja je, prema riječima doktora Bernharda Wehnera, policijskog službenika koji je radio na atentatu, odavala "neugodnu duhovnost i potpuno perverznu ljetpotu, kao kod renesansnog kardinala".
Hitler je bio bijesan zbog ubojstva njegovog "zaštitnika" Češke i Moravske. Naredio je brzu istragu i uhićenje krivaca. Tajne službe su atentatore povezali s mjestima Lidice i Ležáky, zbog čega je Hitler naredio masovne deportacije i ubojstva kao osvetu za atentat.

## Heydrichov grob
Heydrich je pokopan na berlinskom vojnom groblju Invalidenfriedhof. No, točna lokacija njegove grobnice nije sasvim poznata. Neki pretpostavljaju kako bi njegova grobnica mogla biti između one dvojice njemačkih ratnih heroja, Adolfa Karla van Ovena i Gerharda von Scharnhorsta (sekcija C). Hitler je Heydrichu želio izgraditi monumentalnu grobnicu, no zbog lošeg tijeka rata ona nikada nije izgrađena. Godine 1945., Heydrichov privremeni drveni marker je nestao. Marker nikada nije vraćen jer su se Saveznici i berlinske vlasti pobojale kako bi Heydrichov grob mogao postati okupljalište naonacista kao što je slučaj s grobom Rudolfa Hessa u bavarskom gradiću Wunsiedelu. Kada je Berlin podjeljen, groblje se našlo točno na granici zapadnog i istočnog dijela grada koja je kasnije postala putanja pružanja Berlinskog zida. Tako se moglo dogoditi da je Heydrichov grob, barem za vrijeme podjele grada, bio na takozvanoj "liniji smrti" između dva Berlina te je tako bio nedostupan javnosti, no vjerojatnost ovoga je malena jer je sekcija C bila na samom početku groblja, na ulazu s Ulice Scharnhorst, dok se linija protezala stražnjim dijelom groblja (sekcije E, F i G). Pismo objavljeno u Frankfurter Allgemeine Zeitungu 1992. godine nagovijestilo je kako se Heydrichov grob nalazi u sekciji A, do groba generala von Wittenberga koji se borio protiv Napoleona kod Leipziga 1813. Jedna novija biografija također otvara mogućnost da je njegov grob u sekciji A, dok jedna od fotografija s njegovog pogreba prikazuje ožalošćene upravo u spomenutoj sekciji A.

## Posljedice
Bijesan, Hitler je naredio uhićenje i egzekuciju 10.000 nasumično odabranih Čeha, no, nakon konzultacija s Karlom Frankom, smanjio je svoju izvornu naredbu. Nakon Himmlerove naredbe, nacistička osveta bila je brutalna. Oko 13.000 Čeha je uhićeno, deportirano, zatvoreno ili ubijeno. Dana 10. lipnja, svi muškarci stariji od 16 godina u selima Lidice, 22 km sjeverozapadno od Praga, i Ležáky, ubijeni su. 
Heydrichovi su se atentatori sakrili u kripti Katedrale svetih Ćirila i Metoda, pravoslavne crkve u Pragu. Njihovu su lokaciju odala dvojica izdajica unutar češkog pokreta otpora, nakon čega je njemačka vojska ekspresno orkužila katedralu i počela pucati na nju. Ne želeći se predati, atentatori su počinili samoubojstvo. Među mučenima nakon pucnjave bio je i biskup Gorazd, voditelj crkve, kojeg danas slave kao mučenika u sklopu Pravoslavne crkve.
U Jephson Gardensu, Royal Leamington Spa, gdje su Česi bili stacionirani tijekom rata i gdje im se odvijala obuka, nalazi se poseban spomenik atentatorima i žrtvama pokolja u Lidicama. Memorijalna fontana je u obliku padobrana, a voda izlazi iz središta. Oko fontane je posađena posebna vrsta bijele ruže iz Lidica, posađena tu u čast poginulih. Danas se smatra kako je ovaj spomenik jedino mjesto izvan prostora Čehoslovačke gdje se uzgajaju te ruže. Fontanu je dizajniralo i danas ju održava vijeće okruga Warwick.
Jan Kubiš i Jozef Gabčík su trenirali s britanskim jedinicama za specijalne operacije po brojnim kampovima u Engleskoj i Škotskoj, uključujući i STS21 osnovan u Arisaig Houseu, Arisaig u blizini Lochabera u Škotskoj.
Heydrichu u čast organizirana su dva raskošna sprovoda u Pragu i Berlinu. Sam Hitler prisustvovao je na oba te je položio Heydrichove počasti i medalje na jastučić u njegovom grobu. Iako je Heydrichov sprovod uglavnom organiziran kao prorajhovska propaganda, Hitler je osobno krivio Heydricha za njegovu vlastitu smrt zbog nepažnje:
Heydrichove kasnije zamjene bili su Ernst Kaltenbrunner na mjestu šefa RSHA-a te Karl Hermann Frank (27. svibnja - 28. svibnja 1942.) i Kurt Daluege (28. svibnja 1942. – 14. listopada 1943.) kao novi protektori.
Unatoč smrti, Heydrichovo djelo se nastavilo. Izgrađena su tri nova logora smrti u Češkoj, i to Treblinka, Sobibór i Belzec. Cijela je operacija nazvana Operacija Reinhard, u Heydrichovu čast.

## Himmler i Heydrich
Kao šef svih policijskih snaga, Himmler je bio podređen Wilhelmu Fricku, kao ministru unutarnjih poslova, no u praksi je odgovarao jedino Hitleru. Himmlerove su policijske snage bile neovisne i nisu bile podložne regularnim vladinim zakonima. Iako je uloga policije trebala biti zaštita građana Reicha, ona je u praksi obavljala funkciju zaštite Reicha od njegovih vlastitih građana. Heydrichova nemilosrdna efikasnost na tom polju donijela mu je nadimke "Plava zvijer", "Praški koljač" i "Himmlerov zli genije".
Heydrich i Himmler su imali vrlo čudan, ali iznimno praktičan radni odnos. Iako je Himmler bio šef, Heydrich je bio prava snaga iza SD-a i Gestapa. Iako se osobno nisu podnosili, njih su dvojica formirali čvrsto partnerstvo i postali sveprisutna sila unutar stranke. Njihova glad za moći (koja je ipak bila znatno izraženija kod Heydricha) izdigla ih je iz periferije SS-a i SD-a. Zanimljivo je kako je Heydrichova inteligencija imala važnu ulogu u njegovom manipuliranju Himmlera, što je rezultiralo poznatim akronimom H.H.H.H., koji je značio Himmlers Hirn heißt Heydrich (nje. Himmlerov mozak zove se Heydrich). Heydrich je također bio spreman iskoristiti Himmlera i odbaciti ga čim bi se domogao čelne pozicije u SS-u, koju Himmler nije u potpunosti koristio, no ono što je spriječilo njegov pokvareni uspon bio je atentat u Pragu 1942. godine koji je Heydricha koštao života. Jedino je tako Himmler ostao kao neosporivi i jedini vođa SS-a tijekom rata.
Iako nitko nikada nije sumnjao u Heydrichove sposobnosti (ni podređeni ni nadređeni), njegova agresivnost i borbenost nisu mu donijeli previše simpatija unutar stranke, zbog čega je Himmler, kao njegov direktni nadređeni, morao popravljati nered kojeg bi znao napraviti. Zbog toga je osramoćeni Himmler često gubio strpljenje s Heydrichom te bi ga pogrdno nazivao "Džingis-kan", uz maltretiranja koja bi dobivao kao kaznu.
Tijekom afere Blomberg-Fritsch, Heydrich je bio spreman na moguću ostavku koju bi dobio od Himmlera. Iako mu nije dao ostavku, Himmler je bio vidno bijesan. U jednom govoru je naglasio kako je bio zaveden nesposobnim podređenima što je Heydrichu, iako nije osobno imenovan, dalo do znanja da misli na njega.
Po uspostavi Trećeg Reicha, Heydrich je pomogao Hitleru i Himmleru u prikupljanju podataka o političkim oponentima, držeći urednu i ažuriranu bazu podataka o osobama i organizacijama koji su bili protivnici Reicha. Pretpostavlja se da je on autor krivotvorenih dokumenata o komunikaciji Sovjetskog Saveza i njemačkog vojnog vrha, što mu je donijelo veliki prestiž unutar stranke. Također je bio jedan od ključnih odgovornih za podmetanje lažnog poljskog "napada" na njemačku radio stanicu Gleiwitz, što je Hitleru dalo legitimno opravdanje za invaziju i početak rata. Ova fabrikacija, doduše, nije uspjela i o njoj se saznalo tek nakon rata kada su Saveznici istražili njemačke ratne dokumente.

## Uloga u Holokaustu
Iako glavni teret krivnje za Holokaust neupitno pada na Hitlera i Himmlera, Heydrich je tijekom prvih godina rata bio također jedan od ključnih arhitekata Holokausta te je tako naredbe primao samo od Hitlera i Himmlera i to vezano uz sva pitanja koja su se odnosila na zarobljivanje, deportaciju ili ubijanje Židova.
Tijekom Kristalne noći 1938., poslao je telegram brojnim časnicima SD-a i Gestapa, time pomažući u koordinaciji programa sa SS-om, SD-om, Gestapom, Ordnungspolizeiom, NSDAP-om pa čak i vatrogasnim jedinicama. Telegram odobrava paljenje i uništavanje židovskih trgovina i sinagoga i naređuje zaplijenu svih "arhivskih materijala" iz židovskih zajednica i sinagoga. Telegram je naredio i da se:
Nakon Kristalne noći, Göring mu je osobno dodijelio titulu šefa Centralnog ureda za emigraciju Židova (nje. Zentralstelle für jüdische Auswanderung). Na ovoj je poziciji neumorno radio kako na koordinaciji i provedbi Konačnog rješenja tako i na uspostavi dominacije SS-a.
Bio je direktno upleten u nekoliko masovnih deportacija. Dana 10. listopada 1941. bio je viši časnik na jednom sastanku u Pragu na kojem se raspravljalo o deportaciji 50.000 Židova iz Protektorata Češke i Moravske (uglavnom iz dijelova današnje Češke) u geta u Minsku i Rigi. Također se raspravljalo o 5.000 Židova koji bi "tijekom sljedećih tjedana" trebali biti premješteni iz Praga i predani Nebeu i Raschu, zapovjednicima Einsatzgruppen. Raspravljalo se i o osnivanju geta unutar Protektorata, što je rezultiralo osnivanjem Theresienstadta, logora u kojem je ubijeno 33.000 ljudi, a još desetci tisuća ljudi su prošli kroz njega na putu do svoje smrti na Istoku.
Godine 1941., Himmler je Heydricha imenovao glavnim odgovornim za prisilnu deportaciju 60.000 Židova iz Reicha i Čehoslovačke u geto u Łódźu, u Poljskoj.
Njegov najozloglašeniji potez vezan uz ovu tematiku ipak je bilo predsjedanje Konferencijom u Wannseeu 20. siječnja 1942. gdje je visokopozicioniranim dužnosnicima njemačke vlade predstavio plan za deportaciju 11 milijuna Židova iz svake europske zemlje na Istok gdje bi bili ubijeni prisilnim radom ili izravno u logorima.

## Einsatzgruppen
Einsatzgruppen su bile paravojne grupacije osnovane pod direkcijom Reinharda Heydricha i kojima je, prije i tijekom Drugog svjetskog rata, upravljao SS. Njihov primarni zadatak (tijekom rata) bio je, prema riječima generala Ericha von dem Bacha na Nürnberškom procesu, "istrebljenje Židova, Cigana i sovjetskih komesara". Bili su ključni dio "Konačnog rješenja Židovskog pitanja" (Die Endlösung der Judenfrage) u okupiranim teritorijima, time automatski postavši jedan od ključnih elemenata Holokausta.
Tijekom rata, ove su grupe uglavnom sačinjavali članovi Ordnungspolizeia (Orpo), Waffen SS-a i brojni lokalni volonteri, npr. militantne skupine, a predvodili su ih razni časnici Gestapa, Kripa i SD-a. Grupe su uglavnom pratile Wehrmacht tijekom njezinog prodora na Istok en route prema Sovjetskom Savezu. U okupiranim teritorijima su znali iskoristiti mještane ako im je bilo potrebno dodatnog osiguranja ili ljudstva. Bile su rasprostranjeni po cijelom teritoriju Reicha, a bile su pod direktnom upravom RSHA-a, odnosno Heydricha (do njegove smrti), te njegovog kasnijeg nasljednika, Ernsta Kaltenbrunnera.

## Obitelj
U prosincu 1930., Heydrich je upoznao Linu von Osten (14. lipnja 1911. – 14. kolovoza 1985.). Lina je bila kći Jürgena von Ostena, pripadnika nižeg plemstva. Vjenčanje se održalo 26. prosinca 1931. u Großenbrodeu, a par je imao četvero djece. Prvi sin, Klaus, rođen je 1933., dok je drugi sin, Heider, rođen 1934. Kći Silke rođena je 1939., dok je njihovo posljednje dijete, kći Marte, rođena 1942., nedugo nakon očeve smrti. Godinu dana nakon atentata na oca, 1943. godine, Klaus Heydrich poguinuo je u prometnoj nesreći. Godine 1944., Lina je Heidera, tada devetogodišnjaka, ispisala iz Hitlerjugenda, strahujući kako bi mogao doživjeti istu sudbinu kao i njegov otac i ne želeći da bude jedan od unovačene djece, što je bila sve češća pojava u njemačkoj vojsci. Heydrichov mlađi brat, Heinz Siegfried (rođen u Halleu, 29. rujna 1905.) isprva je bio odani pobornik nacizma i stranke, ali se kasnije sve više udaljavao od njezinih načela, te je kasnije čak i pomagao brojnim Židovima tako što im je osiguravao lažne isprave. Kada se prepao da bi ga Gestapo mogao otkriti, počinio je samoubojstvo.

## Karijera
Heydrichova karijera u SS-u, koju mnogi povjesničari nazivaju "ubilačkom karijerom", bila je kombinacija brzih unaprijeđenja, rezervnih službi u regularnim vojnim snagama i borbe u prvim redovima. Tijekom svojih 11 godina u SS-u, Heydrich se doslovno uspinjao po činovima, dobivši svaki čin od bojnika do generala. Bio je i bojnik u Luftwaffeu, odletjevši skoro 100 borbenih zadataka do trenutka kada su ga Sovjeti srušili pomoću protuavionskih topova. Nakon toga je dobio osobnu naredbu Adolfa Hitlera da se vrati u Berlin i nastavi s radom u SS-u. Heydrich je imao i značajan mornarički čin, ali tijekom Drugog svjetskog rata nije imao apsolutno nikakvog kontakta s Kriegsmarineom, tako da je taj čin vjerojatno dobiven na temelju prijašnjih zasluga.
Heydrich je bio primatelj i brojnih njemačkih oredna i priznanja, uključujući i Deutscher Orden, Krvavi orden, Zlatnu partijsku značku, brončane i srebrne palete, te Željezni križ prvog i drugog stupnja.
Pregled karijere
| Godine        | Dob   | Titule                                                       | Činovi                                | Zaduženja |
| ------------- | ----- | ------------------------------------------------------------ | ------------------------------------- | --- |
| 1931. - 1933. | 27-29 | Šef Sicherheitsdiensta (SD)                                  | Mann do Standartenführer              | Stvoriti interni sigurnosni sustav unutar NSDAP-a, asistirati Himmleru u dobivanju potpune kontrole nad SS-om, pomoći nacistima u osvajanju vlasti                                               |
| 1933. – 1934. | 29-30 | Šef Sicherheitsdiensta (SD)                                  | Oberführer, Brigadeführer             | Etablirati SS i SD kao glavne sigurnosne organizacije u Njemačkoj, slomiti i uništiti Sturmabteilung                                                                                             |
| 1934. – 1939. | 30-35 | Šef Sicherheitsdiensta, Gestapa i Sicherheitspolizeia (SiPo) | Gruppenführer                         | Vođenje tajnih i policijskih službi u Njemačkoj, provođenje antižidovskih mjera, nadgledanje sigurnosti na Olimpijskim igrama 1936.                                                              |
| 1939. – 1941. | 35-37 | Šef Reichssicherheitshauptamta                               | Gruppenführer                         | Voditi RSHA, što je uključivalo kontrolu nad svim policijskim i sigurnosnim službama u Njemačkoj i okupiranim teritorijima, nadgledanje Einsatzgruppen, nastavak antižidovskih mjera u Njemačkoj |
| 1941. – 1942. | 37-38 | Protektor Češke i Moravske Šef Reichssicherheitshauptamta    | Obergruppenführer General der Polizei | Provesti uništenje židovskog naroda, pokoriti Čehe njemačkoj vlasti, voditi RSHA, što je uključivalo kontrolu nad svim policijskim i sigurnosnim službama u Njemačkoj i okupiranim teritorijima. |

## U popularnoj kulturi
- Heydrich i događaji na Konferenciji u Wannseeu su tema romana Roberta Harrisa Domovina. Knjiga prikazuje alternativnu povijest u kojoj je Heydrich promaknut u čin Reichsführera SS-a nakon smrti Heinhricha Himmlera u zrakoplovnoj nesreći 1962. Filmska verzija romana iz 1994. prikazuje Heydricha na tri sekunde u društvu drugih nacističkih dužnosnika.
- The Man in the High Castle, roman s tematikom alternativne povijesti, autora Philipa K. Dicka, u kojem se radnja zbiva 1960-ih, prikazuje Heydricha kao šefa SS-a koji pokušava postati kancelar Trećeg Reicha nakon smrti Hitlera i njegova nasljednika Martina Bormanna.
- Roman Harryja Turtledovea The Man with the Iron Heart prikazuje svijet u kojem je Heydrich preživio pokušaj ubojstva 1942. i nakon završetka drugog svjetskog rata organizirao nacistički pokret otpora savezničkoj okupaciji Njemačke te poginuo 1947.
- Thrash metal sastav Slayer ima pjesmu o Heydrichovom ubojstvu na albumu Divine Intervention. Naziv pjesme, "SS-3", dolazi od broja na tablici auta kojim se Heydrich vozio kada je ubijen a tekst pjesme spominje legendu o kletvi krune svetog Vaclava.

## Vanjske poveznice
- Pogreb Reinharda Heydricha
- Govor Reinharda Heydricha
- Hitler o Reinhardu Heydrichu
- Axis History Forums
- Dokumenti o atentatu (engl.)
- Konferencija u Wannseeu
- Special SS memorial publication. In English.
- Heydrichov grob na findagrave.com (možda pogrešan podatak)
- Atentat na Reinharda Heydricha[neaktivna poveznica]
- Stranica s fotografijama
- Informacije na stranicama Centra Simon Wiesenthal